# 彼女を口笛で呼ぼう
「彼女を口笛で呼ぼう」（かのじょをくちぶえでよぼう、La llamo silbando）とは、オラシオ・サルガン作曲のタンゴの題名。

## 概要
1952年以前発表の曲。ドキュメンタリー映画『アルゼンチンタンゴ伝説のマエストロたち』では「口笛で呼ぼう」と紹介されている、
特に歌詞はついていない。ヴァイオリンの音で、口笛を再現する工夫がなされている。
作曲者であるオラシオ・サルガンがピアノを弾くキンテート・レアルの演奏に人気がある。別のグループも、演奏しているのも、最近は注目されている。
YouTube でも、いくつか、アップロードされている。